# The World of Interiors

The World of Interiors est un magazine publié par le groupe de presse américain Condé Nast. Cette revue est spécialisée dans les reportages et photographies consacrés à la décoration intérieure.
Le magazine, fondé à Londres en 1981, s'intitulait Interiors à ses débuts. Racheté par Condé Nast en 1983, il porte son titre actuel depuis cette date.